# Équipe de Tchécoslovaquie de Coupe de la Fédération
L'équipe de Tchécoslovaquie de Coupe de la Fédération est l’équipe qui, de 1963 à 1992, représente la Tchécoslovaquie lors de la compétition de tennis féminin par équipe nationale appelée Coupe de la Fédération (ou « Fed Cup » à partir de 1995).
Elle est constituée d'une sélection des meilleures joueuses de tennis tchécoslovaques du moment sous l’égide de la Fédération tchécoslovaque de tennis.

## Résultats par année

### 1963 - 1969
- 1963 (4 tours, 16 équipes) : la Tchécoslovaquie s'incline au 1er tour contre l’Afrique du Sud.
- 1964 (5 tours, 20 équipes) : après une victoire au 1er tour contre le Mexique, la Tchécoslovaquie s'incline au 2e tour contre l’Afrique du Sud.
- 1965 : la Tchécoslovaquie ne participe pas à cette édition organisée à Melbourne.
- 1966 (5 tours, 21 équipes) : après un « bye » au 1er tour et une victoire contre la Pologne au 2e tour, la Tchécoslovaquie s'incline en 1/4 de finale contre la Grande-Bretagne.
- 1967 (5 tours, 17 équipes) : après un « bye » au 1er tour, la Tchécoslovaquie déclare forfait au 2e tour contre l’Australie.
- 1968 (5 tours, 23 équipes) : après une victoire au 1er tour contre la Norvège, la Tchécoslovaquie s'incline au 2e tour contre la Grande-Bretagne.
- 1969 (5 tours, 20 équipes) : après un « bye » au 1er tour et une victoire contre la Suisse au 2e tour, la Tchécoslovaquie s'incline en 1/4 de finale contre les Pays-Bas.

### 1970 - 1979
- 1970 (5 tours, 22 équipes) : après un « bye » au 1er tour, la Tchécoslovaquie s'incline au 2e tour contre l’Australie.
- 1971 - 1972 - 1973 - 1974 : la Tchécoslovaquie ne participe pas à ces éditions.
- 1975 (5 tours, 31 équipes) : après une victoire au 1er tour contre l’Irlande, les Pays-Bas au 2e tour, l’Allemagne de l'Ouest en 1/4 de finale et la France en 1/2 finale, la Tchécoslovaquie l’emporte en finale contre l’Australie.

| Tchécoslovaquie - Australie - 3 : 0 |                                     |                                |          |
| 1                                   | Renáta Tomanová                     | Helen Gourlay                  | 6-4, 6-2 |
| 1                                   | Martina Navrátilová                 | Evonne Goolagong               | 6-3, 6-4 |
| 1                                   | Martina Navrátilová Renáta Tomanová | Dianne Fromholtz Helen Gourlay | 6-3, 6-1 |

- 1976 (5 tours, 32 équipes) : la Tchécoslovaquie déclare forfait au 1er tour contre le Canada.
- 1977 : la Tchécoslovaquie ne participe pas à cette édition organisée à Eastbourne.
- 1978 (5 tours, 32 équipes) : après une victoire au 1er tour contre le Portugal et l’Indonésie au 2e tour, la Tchécoslovaquie s'incline en 1/4 de finale contre la Grande-Bretagne.
- 1979 (5 tours, 32 équipes) : après une victoire au 1er tour contre la Hongrie, la Suède au 2e tour et la Grande-Bretagne en 1/4 de finale, la Tchécoslovaquie s'incline en 1/2 finale contre l’Australie.

### 1980 - 1989
- 1980 (5 tours, 32 équipes) : après une victoire au 1er tour contre la Hongrie, la Yougoslavie au 2e tour et la Roumanie en 1/4 de finale, la Tchécoslovaquie s'incline en 1/2 finale contre les États-Unis.
- 1981 (5 tours, 32 équipes) : après une victoire au 1er tour contre la Suède, la Tchécoslovaquie s'incline au 2e tour contre l’URSS.
- 1982 (5 tours, 32 équipes) : après une victoire au 1er tour contre le Canada, les Philippines au 2e tour et la Grande-Bretagne en 1/4 de finale, la Tchécoslovaquie s'incline en 1/2 finale contre les États-Unis.
- 1983 (qualifications + 5 tours, 39 équipes) : après une victoire au 1er tour contre le Pérou, l’Italie au 2e tour, l’Argentine en 1/4 de finale et les États-Unis en 1/2 finale, la Tchécoslovaquie l’emporte en finale contre l’Allemagne de l'Ouest.

| Tchécoslovaquie - Allemagne de l'Ouest - 2 : 1 |                                |                                |               |
| 1                                              | Helena Suková                  | Claudia Kohde-Kilsch           | 6-4, 2-6, 6-2 |
| 1                                              | Hana Mandlíková                | Bettina Bunge                  | 6-2, 3-0, ab. |
| 1                                              | Iva Budařová Marcela Skuherská | Claudia Kohde-Kilsch Eva Pfaff | 6-3, 2-6, 1-6 |

- 1984 (qualifications + 5 tours, 36 équipes) : après une victoire au 1er tour contre le Venezuela, la Grèce au 2e tour, la France en 1/4 de finale et la Yougoslavie en 1/2 finale, la Tchécoslovaquie l’emporte en finale contre l’Australie.

| Australie - Tchécoslovaquie - 1 : 2 |                                 |                               |          |
| 1                                   | Anne Minter                     | Helena Suková                 | 7-5, 7-5 |
| 1                                   | Elizabeth Sayers                | Hana Mandlíková               | 1-6, 0-6 |
| 1                                   | Elizabeth Sayers Wendy Turnbull | Hana Mandlíková Helena Suková | 2-6, 2-6 |

- 1985 (qualifications + 5 tours, 38 équipes) : après une victoire au 1er tour contre la Grèce, la Suisse au 2e tour, la Hongrie en 1/4 de finale et la Bulgarie en 1/2 finale, la Tchécoslovaquie l’emporte en finale contre les États-Unis.

| Tchécoslovaquie - États-Unis - 2 : 1 |                                  |                           |                |
| 1                                    | Helena Suková                    | Elise Burgin              | 6-3, 6-76, 6-4 |
| 1                                    | Hana Mandlíková                  | Kathy Jordan              | 7-5, 6-1       |
| 1                                    | Andrea Holíková Regina Maršíková | Elise Burgin Sharon Walsh | 2-6, 3-6       |

- 1986 (qualifications + 5 tours, 42 équipes) : après une victoire au 1er tour contre la Grèce, la Suisse au 2e tour, l’Australie en 1/4 de finale et l’Argentine en 1/2 finale, la Tchécoslovaquie s'incline en finale contre les États-Unis.

| Tchécoslovaquie - États-Unis - 0 : 3 |                               |                                 |           |
| 1                                    | Helena Suková                 | Chris Evert                     | 5-7, 6-75 |
| 1                                    | Hana Mandlíková               | Martina Navrátilová             | 5-7, 1-6  |
| 1                                    | Hana Mandlíková Helena Suková | Martina Navrátilová Pam Shriver | 4-6, 2-6  |

- 1987 (qualifications + 5 tours, 42 équipes) : après une victoire au 1er tour contre la Suède, la Yougoslavie au 2e tour et le Canada en 1/4 de finale, la Tchécoslovaquie s'incline en 1/2 finale contre l’Allemagne de l'Ouest.
- 1988 (qualifications + 5 tours, 36 équipes) : après une victoire au 1er tour contre le Brésil, la Nouvelle-Zélande au 2e tour, le Danemark en 1/4 de finale et le Canada en 1/2 finale, la Tchécoslovaquie l’emporte en finale contre l’URSS.

| URSS - Tchécoslovaquie - 1 : 2 |                                  |                               |           |
| 1                              | Larisa Savchenko                 | Radka Zrubáková               | 1-6, 6-72 |
| 1                              | Natasha Zvereva                  | Helena Suková                 | 3-6, 4-6  |
| 1                              | Larisa Savchenko Natasha Zvereva | Jana Pospíšilová Jana Novotná | 7-65, 7-5 |

- 1989 (qualifications + 5 tours, 40 équipes) : après une victoire au 1er tour contre la Belgique, la Hongrie au 2e tour et l’Allemagne de l'Ouest en 1/4 de finale, la Tchécoslovaquie s'incline en 1/2 finale contre les États-Unis.

### 1990 - 1992
- 1990 (qualifications + 5 tours, 44 équipes) : après une victoire au 1er tour contre la Corée du Sud et l’Australie au 2e tour, la Tchécoslovaquie s'incline en 1/4 de finale contre les États-Unis.
- 1991 (qualifications + 5 tours + barrages, 56 équipes) : après une victoire au 1er tour contre la Suède, l’URSS au 2e tour et la Suisse en 1/4 de finale, la Tchécoslovaquie s'incline en 1/2 finale contre les États-Unis.
- 1992 (5 tours + barrages, 32 équipes) : après une victoire au 1er tour contre la Hongrie et la Corée du Sud au 2e tour, la Tchécoslovaquie s'incline en 1/4 de finale contre l’Australie.

Au 1er janvier 1993, la Tchécoslovaquie est scindée en deux nations distinctes : la République tchèque et la Slovaquie représentées respectivement par l'Équipe de République tchèque de Fed Cup et l'Équipe de Slovaquie de Fed Cup.

## Bilan de l'équipe
Résultats des confrontations entre la Tchécoslovaquie et ses adversaires les plus fréquents (3 rencontres minimum dans les groupes mondiaux).
| #  | Adversaires     | Rencontres | Victoires | Défaites | % victoires |
| -- | --------------- | ---------- | --------- | -------- | ----------- |
| 1  | Australie       | 8          | 4         | 4        | 50 %        |
| 2  | États-Unis      | 8          | 2         | 6        | 25 %        |
| 3  | Hongrie         | 5          | 5         | 0        | 100 %       |
| 4  | Grande-Bretagne | 5          | 2         | 3        | 40 %        |
| 5  | Suède           | 4          | 4         | 0        | 100 %       |
| 6  | Suisse          | 4          | 4         | 0        | 100 %       |
| 7  | Canada          | 4          | 4         | 0        | 100 %       |
| 8  | Allemagne       | 4          | 3         | 1        | 75 %        |
| 9  | Grèce           | 3          | 3         | 0        | 100 %       |
| 10 | Yougoslavie     | 3          | 3         | 0        | 100 %       |
| 11 | URSS            | 3          | 2         | 1        | 67 %        |

## Bilan des joueuses les plus sélectionnées
Ce bilan est calculé sur la base des rencontres officielles des groupes mondiaux et barrages I et II. Les rencontres des tableaux dits de « consolation » et celles par « zones géographiques » ne sont pas prises en compte. Les joueuses comptant moins de 5 sélections ne sont pas reprises dans le tableau.
| #  | Joueuses            | De   | à    | Sélections | Matchs | Victoires | Défaites | % victoires |
| -- | ------------------- | ---- | ---- | ---------- | ------ | --------- | -------- | ----------- |
| 1  | Andrea Holíková     | 1985 | 1986 | 7          | 7      | 4         | 3        | 57 %        |
| 2  | Hana Mandlíková     | 1978 | 1987 | 41         | 57     | 45        | 12       | 79 %        |
| 3  | Helena Suková       | 1982 | 1992 | 39         | 51     | 37        | 14       | 73 %        |
| 4  | Iva Budařová        | 1980 | 1984 | 11         | 11     | 7         | 4        | 64 %        |
| 5  | Jana Novotná        | 1987 | 1992 | 21         | 27     | 20        | 7        | 74 %        |
| 6  | Jitka Horcickova    | 1964 | 1968 | 6          | 11     | 5         | 6        | 45 %        |
| 7  | Marcela Skuherská   | 1983 | 1984 | 6          | 6      | 5         | 1        | 83 %        |
| 8  | Martina Navrátilová | 1975 | 1989 | 8          | 14     | 14        | 0        | 100 %       |
| 9  | Regina Kordová      | 1987 | 1991 | 8          | 11     | 5         | 6        | 45 %        |
| 10 | Regina Maršíková    | 1978 | 1986 | 14         | 17     | 10        | 7        | 59 %        |
| 11 | Renáta Tomanová     | 1975 | 1981 | 16         | 25     | 18        | 7        | 72 %        |
| 12 | Vlasta Kodesova     | 1964 | 1970 | 9          | 17     | 10        | 7        | 59 %        |